# 甘旗卡镇
甘旗卡镇，是中华人民共和国内蒙古自治区通辽市科尔沁左翼后旗下辖的一个乡镇级行政单位。

## 行政区划
甘旗卡镇下辖以下地区：
民族社区、民族社区第二社区、铁东社区、阳光社区、铁西社区、牧日坦社区、拥军路社区、甘旗卡社区、玛拉沁社区、大青沟社区、甘旗卡村、浩坦塔拉村、北甘旗村、哈布哈嘎查、哈图塔拉嘎查、束力古台嘎查、塔布呼嘎查、新胜屯村、新营子村、好力保村、哈日乌苏嘎查委员会、乌旦塔拉嘎查、塔奔诺议德嘎查委员会、阿克台嘎查、哈拉乌苏嘎查、章棍塔拉嘎查、来申台嘎查、合日呼舒嘎查、翁斯德嘎查、准哈拉斯台嘎查委员会、满斗嘎查、二十家子村、莲花吐村、盖顶村、潮海嘎查、鲁根套布嘎查、海斯改嘎查、协日勒台嘎查、达日吐嘎查、胡吉尔苏木嘎查、那木吉拉嘎查、套格斯嘎查、雅玛吐嘎查和特特根嘎查。